# Momir Korunović
Momir Korunović (v srbské cyrilici Момир Коруновић; 1. ledna 1883 Glogovac, Srbsko – 17. dubna 1969 Bělehrad, SFRJ) byl srbský a jugoslávský architekt.

## Biografie
V roce 1906 ukončil svá studia na technické fakultě Univerzity v Bělehradě, poté studoval v Praze, v Římě a v Paříži. V roce 1911 zakončil svá studia na ČVUT v Praze. Později pracoval na Ministerstvu školství a církevních záležitostí srbského království. Poté odešel pracovat jako inspektor Architektonického oddělení Ministerstva výstavby Království Srbů, Chorvatů a Slovinců. V roce 1921 pobýval ještě nějakou dobu v Praze. Korunović byl členem Sokola, byl členem vedení bělehradské sokolské společnosti Matica a nechal navrhnout okolo 30 sokolských domů v Srbsku, včetně toho nejznámějšího, tj. sokolského domu v Bělehradě. Projektoval také dřevěný stadion (sokolské sletiště) pro všesokolský slet v roce 1931. Stadion byl po skončení sletu rozebrán.
Stavby, které Korunović projektoval, vznikaly v srbsko-byzantském stylu a byly inspirovány středověkou architekturou země. První stavbu, kterou Korunović navrhl, byla Budova seismologického úřadu. V roce 1924 Korunović vypracoval urbanistický plán města Prizren, který byl v platnosti až do roku 1941, a na základě něhož se město rozvíjelo podle svých historických os.
Korunović vyprojektoval také 20 kostelů na území Království Jugoslávie, palác Ministerstva pošty v Bělehradě, Pošta 6 u bělehradského hlavního nádraží. Korunovićovy sokolské domy vznikly v Bělehradě, Bijeljině, Kumanovu, Jajci, Loznici, Obrenovaci, Travniku, Prokuplji apod. Jeho kostely byly postaveny v Prilepu, Krupanji, Celji, Lublani, Mariboru (zbořen v roce 1941), na Visu apod. Aktivní jako architekt byl také po druhé světové válce, kdy navrhl několik budov pro Srbskou pravoslavnou církev.